# フェリ・ロート
フェリ・ロート（Feri Roth, 1899年7月18日 - 1969年5月7日）は、オーストリア帝国出身のヴァイオリニスト。本名はフランティシェク・ロート(František Roth)。
オーストリア帝国領ズヴォレンの出身。ブダペストの王立音楽学校でヴァイオリンを専攻し、1917年に卒業。1919年からブダペスト歌劇場のコンサートマスターとなったが、1921年にはベルリン・フォルクスオーパーのコンサートマスターに転出。1922年から自ら弦楽四重奏団を組織し、以後亡くなるまで弦楽四重奏を中心に演奏活動を展開した。1928年にはエリザベス・スプレイグ・クーリッジに招かれてアメリカに渡り、アメリカ各地でベートーヴェンの弦楽四重奏曲のチクルスやJ.S.バッハの《フーガの技法》などを演奏して回り、室内楽奏者としての名声を確立した。
1937年からウェストミンスター・クワイヤー・カレッジで教鞭をとり、1947年からカリフォルニア大学ロサンゼルス校の講師を務め、1960年に教授に昇格した。
ロサンゼルスにて没。